# A Nova Aurora
A Nova Aurora è un album del gruppo musicale portoghese dei Madredeus, pubblicato il 3 agosto 2009.

## Tracce
1. Não Estamos Sós – 6:02
2. Suspenso No Universo – 4:59
3. A Trajectória Do Afastamento – 5:59
4. Noutra Dimensão – 3:56
5. Águas Do Céu – 6:25
6. A Nova Aurora – 5:07
7. Vai Sem Medo – 4:20
8. Imaginar – 5:13
9. Um Doce Canto – 6:23
10. Rumo Ao Infinito – 7:24
11. Baloiçando Nas Estrelas – 4:48

## Formazione
- Mariana Abrunheiro - voce
- Rita Damásio - voce
- Ana Isabel Dias - arpa
- Sérgio Zurawski - chitarra elettrica
- Gustavo Roriz - basso
- Ruca Rebordão - percussioni
- Babi Bergamini - batteria
- Pedro Ayres Magalhães - chitarra classica
- Carlos Maria Trindade - sintetizzatore
- Antonio Barbosa - violino